# ウィリアム・キング＝ノエル (初代ラブレス伯爵)

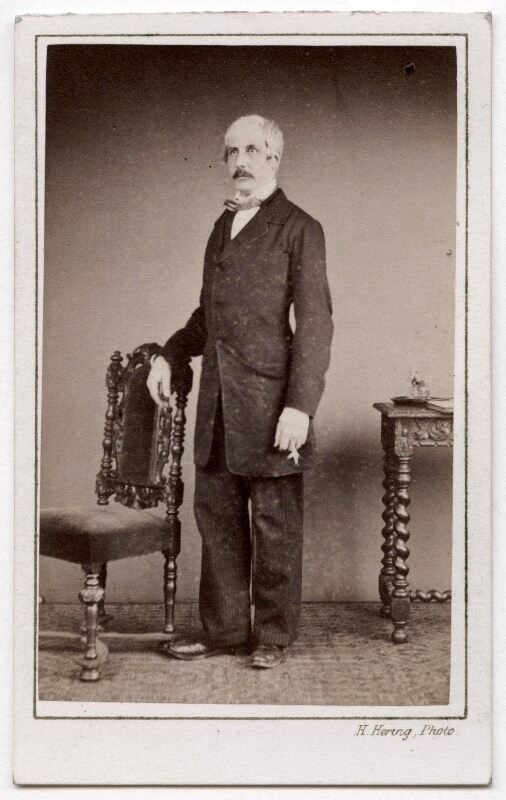
1860年頃の写真。

初代ラブレス伯爵ウィリアム・キング＝ノエル（英語: William King-Noel, 1st Earl of Lovelace FRS、出生名ウィリアム・キング（William King）、1805年2月21日 – 1893年12月29日）は、イギリスの貴族。最初期の女性プログラマーとされるエイダ・ラブレスの夫。

## 生涯
第7代キング男爵ピーター・キングと妻ヘスター（Hester、旧姓フォーテスキュー（Fortescue）、1784年12月17日 – 1873年12月17日、初代フォーテスキュー伯爵ヒュー・フォーテスキューの娘）の息子として、1805年2月21日にグレート・ジョージ・ストリート（Great George Street）で生まれ、聖マーガレット教会で洗礼を受けた。イートン・カレッジで教育を受けた後、1823年4月21日にケンブリッジ大学トリニティ・カレッジに入学した。
1833年6月4日に父が死去すると、キング男爵位を継承した。
1838年6月30日、連合王国貴族であるラブレス伯爵とサリー州におけるオッカムのオッカム子爵に叙された。爵位名に「ラブレス」を選んだ理由は妻がラブレス男爵家の末裔であるためだとされた。
1840年7月17日から1893年12月29日に死去するまでサリー統監を務めた。
1841年11月25日、王立協会フェローに選出された。
1860年5月16日に妻の母が死去すると、ヴィクトリア女王の認可状を受けて妻の祖母の旧姓「ノエル」を姓に加えた。これは妻の母がノエル家のレスターシャーにおける地所の継承者であるためだった。
1883年時点でサリーに10,214エーカーの、レスターシャーに4,568エーカーの、サマセットに3,008エーカーの、ウォリックシャーに663エーカーの、デヴォンに28エーカーの領地（年収22,815ポンド相当）を所有した。
1893年12月29日に死去、長男バイロンに先立たれたため次男ラルフ・ゴードン・ノエルが爵位を継承した。

## 家族
1835年7月8日、エイダ・バイロン（1815年12月10日 – 1852年11月27日、第6代バイロン男爵ジョージ・ゴードン・バイロンと第11代ウェントワース女男爵アン・バイロンの娘）と結婚、2男1女をもうけた。
- バイロン（1836年5月12日 – 1862年9月1日） - 第12代ウェントワース男爵[3]
- アン・イザベラ・ノエル（英語版）（1837年9月22日 – 1917年12月15日） - 第15代ウェントワース女男爵[7]
- ラルフ・ゴードン・ノエル（英語版）（1839年7月2日 – 1906年8月28日） - 第2代ラブレス伯爵、第13代ウェントワース男爵[8]

1865年3月29日にジェーン・クロフォード・ジェンキンス（Jane Crawford Jenkins、1908年1月27日没、ジョン・ジェンキンスの娘、エドワード・ジェンキンスの未亡人）と再婚、1男をもうけた。
- ライオネル・フォーテスキュー（1865年11月16日 – 1929年10月5日） - 第3代ラブレス伯爵[10]